# Resolución 943 del Consejo de Seguridad de las Naciones Unidas
La resolución 943 del Consejo de Seguridad de las Naciones Unidas fue aprobada el 23 de septiembre de 1994, después de reafirmar todas las resoluciones adoptadas sobre la situación en Bosnia y Herzegovina. El Consejo suspendió algunas restricciones contra la República Federativa de Yugoslavia (Serbia y Montenegro) y discutió el cierre de la frontera entre ambos países.
El Consejo de Seguridad acogió con satisfacción la decisión de Serbia y Montenegro sobre el acuerdo territorial propuesto para Bosnia y Herzegovina y la decisión de ambos estados de continuar manteniendo el cierre de la frontera entre los dos países, excluyendo en el envío de ayuda humanitaria. Actuando en virtud del Capítulo VII de la Carta de las Naciones Unidas, se decidió suspender las siguientes medidas contra Serbia y Montenegro por un período inicial de 100 días si ambas partes estaban aplicando plenamente el cierre de la frontera:
(a) restricciones en las resoluciones 757 (1992) y 820 (1993) asociadas con aeronaves;
(b) restricciones relativas al servicio de transbordador entre Bar, Montenegro y Bari, Italia;
(c) medidas relacionadas con el deporte y los intercambios culturales.
El Comité del Consejo de Seguridad, establecido en la resolución 724 de 1991, recibió instrucciones de simplificar los procedimientos al tratar las solicitudes de asistencia humanitaria. Finalmente, se solicitó al Secretario General Butros Butros-Ghali que informara cada 30 días si ambos países continúan implementando el cierre de la frontera, y se anunció que la suspensión de las restricciones finalizaría el quinto día hábil siguiente a la Informe del Secretario General si no se implementó el cierre de la frontera.
La resolución 943 fue adoptada por 11 votos contra dos (Yibuti, Pakistán) y dos abstenciones de Nigeria y Ruanda.